# R·凯利幸存者
《R·凯利幸存者》（Surviving R. Kelly，又译作《逃脱R·凯利的魔爪》）是由美国人生頻道播映的纪录片，详细讲述了美国歌手罗伯特·凯利（艺名R·凯利）的性侵指控。该系列的第一季于2019年1月3日至5日连续三晚播出。电影制片人兼音乐评论家德里姆·汉普顿（Dream Hampton）与乔尔·卡斯伯格（Joel Karsberg）、杰西·丹尼尔斯（Jesse Daniels）以及坦拉·西蒙斯（Tamra Simmons）共同担任执行制片人。音乐家饶舌者钱斯、約翰·傳奇和斯蒂芬妮·爱德华兹（艺名斯巴尔科）均在纪录片中出镜。该剧首播当日成为人生頻道两年多来收视率最高的节目，总观众人数达到200万。该片获得了评论界的好评，在烂番茄网站上好评率高达95%。这部纪录片还引发了包括Lady Gaga和席亞拉等在内的多位曾经与凯利合作过的音乐人对其行为的谴责，并纷纷将合作作品从流媒体服务中移除。
纪录片播出后不久，凯利当时签约的RCA唱片公司就与他解除了合作关系。2019年2月，凯利被捕，并被指控10项严重刑事性侵犯罪名。2022年6月，凯利被判性犯罪罪名成立，并被判处入狱30年。
2019年12月11日，该片官宣了第二季，名为《R·凯利幸存者第二部：清算》（Surviving R. Kelly Part II: The Reckoning），并于2020年1月2日首播。该片的最终季名为《R·凯利幸存者：终章》（Surviving R. Kelly: The Final Chapter），于2022年12月15日官宣，并于2023年1月2日首播。

## 剧集
| 季数 | 总集数 | 开播日       | 完播日       |
| ---- | ------ | ------------ | ------------ |
| 1    | 6      | 2019年1月3日 | 2019年1月5日 |
| 2    | 5      | 2020年1月2日 | 2020年1月4日 |
| 3    | 4      | 2023年1月2日 | 2023年1月3日 |

## 制作
2018年5月，人生頻道批准投拍系列纪录片，聚焦R·凯利涉嫌性侵的历史。
执行制片人乔尔·卡斯伯格在接受《好莱坞报道》报道时称：“我们之前已花费一年多时间尽力将这些女性的故事公之于众。我们很荣幸能与人生頻道合作曝光这些故事，以及这个多年来对此一直熟视无睹的行业。”
汉普顿受布尼姆/美利製作公司（Bunim/Murray Productions）一名高管的邀请参与制作该项目。“在我加入之前，这名高管、杰西·丹尼尔斯以及该项目另一位联合执行制片人塔姆拉·西蒙斯，已经同凯利的部分幸存者进行了数月的沟通，”汉普顿在接受全国公共广播电台采访时表示。“我记得在起初就和他们谈过，想弄清楚我们是否要合作……由于我对音乐行业有所了解，我知道让R·凯利一人逍遥法外如此之久，往往需要几十个人，甚至几百个人的推波助澜。”
汉普顿说西蒙斯会同潜在的采访对象通话到深夜：“她不仅与R·凯利的幸存者女性，还与她们的家人建立和维护关系。有三个家庭都想找回他们的女儿。所以她和杰西一直在处理这些关系。然后我作为节目统筹加入项目，将其制作成剧集。”
许多曾与R·凯利合作过的音乐家拒绝参与该节目的录制。汉普顿说：“就名人而言，让那些曾与凯利（在艺术上）合作过的人站出来发声是极其困难的。我们问了Lady Gaga 、埃里卡·巴杜、席琳·迪翁、 Jay-Z以及戴夫·查普尔。他们都是批评过他的人。”汉普顿特别赞扬了约翰·传奇在纪录片中的出镜。

## 反响

### 评论
在评论聚合网站烂番茄上，该系列第一季共有21条来自剧评人的点评，好评率95%，平均评分为8.19（满分10分）。该网站上所列的点评共识写道：“通过发掘之前被掩盖的历史，《R·凯利幸存者》揭露了助长掠夺性行为的危险，并让幸存者有了必要的发声机会。”Metacritic使用加权平均值，根据9位剧评人的评分，给出了86分（满分100分），表明该系列“获得普遍赞誉”。

### 收视率

#### 第一季
2019年1月3日的首播集是人生頻道两年多以来收视率最高的节目，总观看人数为190万。
| 序 | 標題                    | 播出日期     | 收視率 （18–49歲） | 收視人数 （百萬） | DVR收視率 （18–49歲） | DVR收視人数 （百萬） | 總收視率 （18–49歲） | 總收視人数 （百萬） |
| -- | ----------------------- | ------------ | ------------------ | ----------------- | --------------------- | -------------------- | -------------------- | ------------------- |
| 1  | The Pied Piper of R&B   | 2019年1月3日 | 0.8                | 1.80              | 0.9                   | 1.54                 | 1.7                  | 3.35                |
| 2  | Hiding in Plain Sight   | 2019年1月3日 | 0.9                | 1.97              | 0.8                   | 1.46                 | 1.7                  | 3.44                |
| 3  | Sex Tape Scandal        | 2019年1月4日 | 0.9                | 2.09              | 0.9                   | 1.53                 | 1.8                  | 3.64                |
| 4  | The People vs. R. Kelly | 2019年1月4日 | 0.9                | 2.16              | 1.0                   | 1.68                 | 1.9                  | 3.85                |
| 5  | All the Missing Girls   | 2019年1月5日 | 0.9                | 2.26              | 0.9                   | 1.57                 | 1.8                  | 3.84                |
| 6  | Black Girls Matter      | 2019年1月5日 | 1.0                | 2.29              | 0.9                   | 1.67                 | 1.9                  | 3.98                |

#### 第二季
| 序 | 標題                                           | 播出日期     | 收視率 （18–49歲） | 收視人数 （百萬） | DVR收視率 （18–49歲） | DVR收視人数 （百萬） | 總收視率 （18–49歲） | 總收視人数 （百萬） |
| -- | ---------------------------------------------- | ------------ | ------------------ | ----------------- | --------------------- | -------------------- | -------------------- | ------------------- |
| 1  | Part II: The Reckoning: It Hasn't Stopped      | 2020年1月2日 | 0.4                | 1.21              | 待定                  | 待定                 | 待定                 | 待定                |
| 2  | Part II: The Reckoning: The Settlement Factory | 2020年1月2日 | 0.4                | 1.14              | 待定                  | 待定                 | 待定                 | 待定                |
| 3  | Part II: The Reckoning: Please Come Forward    | 2020年1月3日 | 0.3                | 0.81              | 待定                  | 待定                 | 待定                 | 待定                |
| 4  | Part II: The Reckoning: After the Rescue       | 2020年1月3日 | 0.4                | 0.86              | 待定                  | 待定                 | 待定                 | 待定                |
| 5  | Part II: The Reckoning: Bring Our Girls Home   | 2020年1月4日 | 0.3                | 0.71              | 待定                  | 待定                 | 待定                 | 待定                |

#### 第三季
| 序 | 標題                                   | 播出日期     | 收視率 （18–49歲） | 收視人数 （百萬） | DVR收視率 （18–49歲） | DVR收視人数 （百萬） | 總收視率 （18–49歲） | 總收視人数 （百萬） |
| -- | -------------------------------------- | ------------ | ------------------ | ----------------- | --------------------- | -------------------- | -------------------- | ------------------- |
| 1  | The Final Chapter: Years in the Making | 2023年1月2日 | 0.9                | 待定              | 待定                  | 待定                 | 待定                 | 待定                |
| 2  | The Final Chapter: Taking a Stand      | 2023年1月2日 | 0.8                | 待定              | 待定                  | 待定                 | 待定                 | 待定                |
| 3  | The Final Chapter: Jane Doe #1         | 2023年1月3日 | 0.8                | 待定              | 待定                  | 待定                 | 待定                 | 待定                |
| 4  | The Final Chapter: The Verdict         | 2023年1月3日 | 0.8                | 待定              | 待定                  | 待定                 | 待定                 | 待定                |

### 影响
由强奸、虐待和乱伦全国网络（RAINN）运营的美国性侵举报热线在纪录片播出期间接到的电话数量增加了27%，在完播之后则增加了40%。
纪录片上映后，伊利诺伊州库克县检察官金·福克斯（Kim Foxx）办公室于2019年1月10日表示，已收到多起新举报，指控R·凯利曾对其实施性侵犯，检察官办公室正在调查这些指控。Lady Gaga也发表声明称她对自己在2013年与R·凯利合作演唱為所欲為一曲感到后悔，并表示会从在线流媒体服务中撤下该曲。她在一份声明中写道：“我1000%支持这些女性，相信她们，知道她们正在经受折磨和痛苦，并强烈认为她们的声音应该被听到并被认真对待。我认为很明显我当时的想法是多么扭曲......如果我可以回到过去和年轻时的自己谈谈，我会让她接受我从那时起接受的治療。”之前曾与凯利合作过的其他艺术家，如饶舌者钱斯、席琳·狄翁 、和，也都把与凯利合作的歌曲从音乐流媒体服务和零售商处撤下。
据尼尔森SoundScan数据，该系列首播后，凯利的音乐在上热门程度增长了两倍。而与之相反，在该系列播出后，众多市场的当代城市音乐电台都决定不再播放他的音乐。
纪录片播出后不久，凯利的唱片公司RCA唱片就与他解约。2019年2月22日，凯利正式被指控10项严重刑事性侵犯罪。2019年3月6日，在接受《CBS今晨》节目主持人盖尔·金采访时，凯利失声痛哭，同时否认针对他的所有指控和罪名。

### 奖项
该系列赢得了2019年度纪录片类皮博迪奖。该系列还获得了2019年度MTV电影与电视大奖的最佳纪录片奖。